# Spring Uje spring
Spring Uje spring è un film commedia drammatica musicale del 2020 diretto da Henrik Schyffert.

## Trama
Film autobiografico scritto e sceneggiato dal cantante Uje Brandelius, front-man della rock-band Doktor Kosmos, racconta la vita del cantante affetto dalla malattia di Parkinson, nell'ambito familiare e artistico.

## Riconoscimenti
Premio Guldbagge - 2020
Miglior film
Migliore sceneggiatura a Uje Brandelius
Miglior attore a Uje Brandelius
Candidatura miglior regista a Henrik Schyffert